# Alchemilla helvetica
Alchemilla helvetica är en rosväxtart som beskrevs av Brügger. Alchemilla helvetica ingår i släktet daggkåpor, och familjen rosväxter. Inga underarter finns listade i Catalogue of Life.